# 새케인스학파
새케인스학파(New Keynesian economics)는 통화주의나 신고전파에 대응해 발전해온 경제학 학파이다. 

## 개요·역사
1960년대부터 1970년대에 걸쳐서 밀턴 프리드먼을 시작으로 하는 통화주의는 실증적 연구나 항상 소득가설에 따라 케인스학파적인 재량에 근거한 재정·금융정책의 문제점을 지적했다. 이에 대항해 각종 가정으로부터 미시적인 가격이나 임금의 경직성을 유도해 재량적인 재정·금융정책의 유효성을 증명하려고 하는 것이 새케인스학파이다. 다만 새케인스학파는 케인스학파와 달리 자의적인 재정·금융정책에 대해서는 비판적이다.

## 학자
- 기요타키 노부히로
- 조지프 스티글리츠
- 폴 크루그먼
- 그레고리 맨큐

## 같이 보기
- 케인스 경제학
- 포스트 케인스학파
- 네오케인스학파(neo-Keynesianism)
- 신고전파 경제학